# Electra, Texas
Electra là một thành phố thuộc quận Wichita, tiểu bang Texas, Hoa Kỳ. Năm 2010, dân số của xã này là 2791 người.

## Dân số
- Dân số năm 2000: 3168 người.
- Dân số năm 2010: 2791 người.